# Corts de València (1342)
Les Corts de València de 1342, Corts Generals del regne de València, foren convocades per Pere el Cerimoniós el 21 d'agost, des de Barcelona, per al 29 de setembre, per tal d'aconseguir un subsidi per a finançar la guerra contra Jaume III de Mallorca.
En aquestes Corts foren requerides la ciutat de València i 9 viles del regne (Morella, Morvedre, Alzira, Xàtiva, Cullera, Borriana, Castellfabib, Ademús i Alpont), però no acudiren ni Castellfabib ni Ademús; 10 membres de l'Església (els bisbes de València, Tortosa i Sogorb-Albarrasí, els abats de Benifassà i la Valldigna, els mestres de Montesa i Calatrava, els comanadors de l'orde de l'Hospital a València —el castellà d'Amposta— i de Montalbán, i el capítol de la Seu de València), dels quals sols faltà i tampoc envià representant, el bisbe de Soborb-Albarrasí; i pel braç militar: 3 infants (Pere, Ramon Berenguer i Jaume), 18 nobles i 17 cavallers, dels quals no acudiren 11 nobles i 12 cavallers, però sí que es presentaren 5 cavallers no convocats.
Si procurator constitutus cum instrumento vel sine ad exhigendum debitum vel rem aliam a quavis persona receperit peccuniam vel rem aliam, nomine sui principalis exactum, et eam illi cuius est procurator non tradet in continenti vel solvet, ad requisitionem constituentis vel principalis ipsius per ordinarium capiatur et damdiu retineatur in carcere donech quicquid receperit suo solverit et satisfecerit principali. 
Item, si alcun serà constituït per qualsevol persona en procurador a demanar alcun deute o deutes o altra cosa a qualsevol persona, e aquel procurador reebrà lo deute o cosa que demanarà per la seu principal, per lo qual és stat fer procurador ab carta o sens carta, en continent no deliurarà o pagarà la quantitat de diners o altra cosa a aquel del qual és procurador, que a requisició del constituint e principal, lo dit procurador per lo ordinari sia pres, lo qual stia pres en la presó tant e tan longament tro que haja pagat e satisfeyt tot ço que haurà reebut a aquel del qual era procurador. Concordat curia. Plau al senyor rey. 
Les Corts, iniciades el 29 de setembre, i reunides a la catedral, comencen per tractar l'ajuda demanada pel rei, i s'acorda desviar l'auxili aprovat en les corts de 1340 per a la defensa marítima contra l'emirat marínida de Fes, a la guerra contra Jaume III, i així proveir al rei de 12 galeres, soldats a cavall i a peu, i naus de transport. Aquest desviament de l'almoina sols fou aprovat pels braços nobiliari i reial, i rebutjat per l'eclesiàstic, el qual mantindria la seva aportació en la lluita contra els musulmans. A mitjan novembre l'acord sobre la subvenció estava tancat, i comencen les peticions dels estaments. Les sessions s'allargaren un mes i mig, fins al 31 de desembre, pels diferents interessos dels assistents, amb nombroses peticions, rèpliques i contrarèpliques.
La preeminència de la ciutat de València en el decurs de les peticions fou clara, puix dels 24 capítols atorgats que es convertiren en ordenacions, 23 eren peticions seves. Tractaven sobre els greuges relacionats amb la procuració, sobre abusos de certs oficials, sobre els procediments judicials, sobre les inquisicions, sobre la justícia reial i sobre interessos específics de sectors urbans. Per la seva banda, els braços eclesiàstic i nobiliari no aconseguiren la publicació de cap del capítols presentats, i sols aconseguiren la promesa reial, en algunes peticions, de fer complir el que es demanava. Malgrat aquesta desproporció en els acords, quasi tot l'estament eclesiàstic i una àmplia majoria de l'estament nobiliari, junt a l'estament reial, signaren les disposicions jurídiques atorgades.
D'aquestes Corts, es van incloure en la primera recopilació impresa de dret foral, els Furs e ordinacions del regne de València, de 1482, tant els acords signats i publicats, com els plecs de negociació amb els capítols de peticions i greuges dels estaments; que després, en la segona edició, de 1547, tant les ordinacions com els capítols foren incloses en les rúbriques corresponents, provocant la duplicitat d'alguns furs i l'aparició de capítols no atorgats en la col·lecció impresa. Els plecs de negociació es presenten en quatre parts, segons els promotors de les peticions: la ciutat de València (51 capítols), el braç reial (18 capítols), el braç nobiliari (10 capítols) i el braç eclesiàstic (15 capítols). Aquesta separació, la quantitat de capítols, els acords entre els braços i l'atorgament reial, palesen la superioritat de la ciutat de València, que aconsegueix concordar els braços en 45 capítols, tot i que en 5 el braç eclesiàstic no participa per tractar-se de temes religiosos; mentre els capítols del reialenc sols es concorden en tres ocasions; els capítols dels nobles en una ocasió, i sols amb el braç eclesiàstic; i el braç eclesiàstic en cap. Les disposicions jurídiques atorgades, reelaboracions dels capítols atorgats i traduïdes al llatí, es van separar en dos documents, segons foren les ordinacions perpètues o temporals, i el primer d'aquests documents es va incloure en la recopilació de privilegis del regne de València editada en 1515.